# Stefan Pollo
Stefan Pollo (ur. 1 stycznia 1898 we Lwowie) – polski działacz niepodległościowy i społeczny, doktor praw, sędzia, prokurator, notariusz, oficer Wojska Polskiego.

## Życiorys
Urodził się 1 stycznia 1898 we Lwowie, w rodzinie Stefana i Marii z Bojkowskich. Był bratem Mieczysława, ps. „Połański” (ur. 1899), działacza niepodległościowego, urzędnika.
Ukończył gimnazjum w rodzinnym mieście oraz Wydział Prawa i Filozofii Uniwersytetu Jana Kazimierza (1921). W latach 1912–1914 był członkiem Drużyn Bartoszowych. W 1914 służył w II Brygadzie Legionów Polskich. Od 1916 służył wojsku austriackim. Należał do Polskiej Organizacji Wojskowej. Uczestniczył w obronie Lwowa, ranny, przebywał w niewoli ukraińskiej. Po uwolnieniu z niewoli służył w Wojsku Polskim.
16 sierpnia 1923, po aplikacji, został mianowany sędzią powiatowym w Delatynie. 17 maja 1927 został mianowany podprokuratorem przy Sądzie Okręgowym w Stanisławowie. Później został przy tym sądzie wiceprokuratorem, a następnie notariuszem w Kołomyi. Obowiązki zawodowe łączył z działalnością społeczną. Pełnił funkcję członka Zarządu Związku Inwalidów Wojennych we Lwowie, członka Zjednoczenia Ekonomicznego Polskich Inwalidów Wojennych tamże, prezesa zarządu powiatowego Związku Strzeleckiego, członka zarządu Związku Peowiaków i członka Towarzystwa Szkoły Ludowej. We wrześniu 1938 minister spraw wewnętrznych powołał go na funkcję komisarza wyborczego w Okręgu nr 67 Kołomyja.
W 1934 jako porucznik piechoty pospolitego ruszenia pozostawał w ewidencji Powiatowej Komendy Uzupełnień Stanisławów. Posiadał przydział do Oficerskiej Kadry Okręgowej Nr VI. Był wówczas „przewidziany do użycia w czasie wojny”. 
14 grudnia 1940 przybył do Samodzielnego Obozu Oficerskiego w Rothesay.
Był żonaty z Vereną Ragan, nauczycielką, z którą miał syna Iwo (1927–2005), chemika, rektora Politechniki Lubelskiej.

## Ordery i odznaczenia
- Krzyż Niepodległości – 6 czerwca 1931 „za pracę w dziele odzyskania niepodległości”, zamiast omyłkowo nadanego Medalu Niepodległości[14] (15 czerwca 1932)[15][16][17]
- Krzyż Walecznych[18]
- Srebrny Krzyż Zasługi – 11 sierpnia 1937 „za zasługi na polu pracy społecznej”[19]
- Medal Pamiątkowy za Wojnę 1918–1921[18]
- Medal Dziesięciolecia Odzyskanej Niepodległości[18]